# Martin Kruskal
Martin Kruskal (anglès: Martin David Kruskal)  (Nova York, 28 de setembre de 1925 - Princeton, 26 de desembre de 2006) va ser un matemàtic estatunidenc.

## Vida i obra
Kruskal (generalment conegut com Martin, encara que pels seus parents era David) va néixer en una família jueva de Nova York, però va créixer a New Rochelle. El seu pare era un pròsper comerciant de pells i la seva mare va ser una de les grans promotores de l'origami als Estats Units. Els seus germans William i Joseph, també van ser importants matemàtics. Va fer els estudis secundaris a Riverdale (Nova York) i va ingressar a la universitat de Chicago, en la qual es va graduar el 1945.
Richard Courant, que era veí dels Kruskal a New Rochelle, el va alentar a iniciar els treballs de recerca a l'institut que estava creant a la universitat de Nova York i el 1952 va obtenir el doctorat amb una tesi dirigida per Courant i Friedrichs. El 1951 es va traslladar a Princeton per treballar en el Projecte Matterhorn, que després esdevindria el Laboratori de Física del Plasma de Princeton. A partir de 1961 fins que es va retirar el 1989, va ser professor de la universitat de Princeton, primer d'astronomia (1961), després de matemàtiques aplicades i computacionals (1968) i, finalment, de matemàtiques pures (1979). En retirar-se, va acceptar la càtedra Hilbert de la universitat Rutgers.
Va estar casat durant 56 anys amb Laura Kruskal (de soltera Lashinsky), amb qui va compartir els viatges per tot el món, que ella aprofitava per a difondre la passió per l'origami, tema al que va dedicar la seva vida com la seva sogra.
Els anys 1950's i començaments dels 1960's, Kruskal va fer recerca en física del plasma i teoria de la relativitat, fent aportacions notables com l'estructura espaciotemporal del tipus més simple de forat negre. Però el seu descobriment més conegut va ser la integrabilitat de certes equacions diferencials no lineals com l'equació de Korteweg-de Vries. Va ser l'inventor del concepte de solitó i de la seva aplicació a l'estudi de les equacions de Painlevé.

Esquema del recompte de Kruskal.

Kruskal també es va dedicar a la matemàtica recreativa, que el seu amic Martin Gardner es dedicava a difondre, com els diferents models d'origami que va crear o el recompte de Kruskal, pel qual es demostra que determinats itineraris, aparentment aleatoris, condueixen sempre al mateix lloc.